# 석성산 (경기)
석성산(石城山)은 대한민국 경기도 용인시 기흥구 동백동, 포곡읍 마성리, 처인구 유림동 등 3개 지역에 연결되어 있는 높이 471.5m의 산이다. 부아산, 광교산과 더불어 용인 지역의 3대 명산으로 불린다. 법화산이나 향수산 등 이곳 산들의 조산(祖山)으로 용인의 진산(鎭山)으로도 불린다.
진산은 도읍지나 각 고을에서 그곳을 진호(鎭護)하는 주산(主山)으로 정하여 제사하던 산이다. 조선 시대에는 동쪽의 금강산, 남쪽의 지리산, 서쪽의 묘향산, 북쪽의 백두산, 중심의 삼각산을 오악(五嶽)이라고 하여 주산으로 삼았다는 《동국여지승람》《동국지리지(東國地理誌)》《택리지》의 기록이 있다.

## 산의 위치
석성산은 한남정맥(漢南正脈)에 속해있는 산으로 칠장산(죽산)에서 시작한 백두대간의 줄기로 도덕산·국사봉(안성)·상봉·달기봉·무너미고개·함박산(函朴山:349.3m, 용인)·학고개·부아산·메주고개(覓祖峴)·석성산·할미성·인성산(仁聖山:122.4m, 용인)·형제봉·광교산(光敎山:582m)·백운산(白雲山:560m)·수리산·국사봉(國思峯:538m)·청계산(淸溪山:618m)·응봉(鷹峰:348m)·관악산·소래산(蘇來山)·성주산(聖住山)·철마산·계양산(桂陽山)·가현봉(歌弦峰)·필봉산(筆峰山)·학운산(鶴雲山)·것고개·문수산 등으로 이어주고 있다.
또한 부아산에서 법화산과 향수산으로 이어주는 용인시에서 10번째로 높은 산이다. 일명 '성산(城山)' 또는 '구성산(驅城山)'이라 부른다. 또한 '보개산(寶蓋山, 349.7m)이라고 혼동하여 부르고도 있다. 그래서 조선 중기에 제작된 『용인현지도읍지』의 고적조(古蹟條)에는 보개산과 석성산을 구분 지어 설명하고는 있지만 명확하게 구분되어 있지는 못하다.

영동고속도로의 한부분인 마성터널을 사이로 동백지역이 나뉘면서 향수산, 법화산으로 이어지고 동북쪽으로 작고개와 할미산성, 보개산으로 연계된다. 서남쪽으로 석성산, 보개산성, 석성산 봉수, 금수암지(金水庵址)로 이어지고 보개산에서 북쪽으로 뻗어 서쪽으로 인성산(仁聖山:122.4m, 용인)으로 이어 수원의 형제봉(448m, 수원시 장안구, 용인시 수지구), 광교산의 산줄기를 만들어 가는 것이다. 보통 상대고도 해발 300m 이상 되는 경우를 산지(山地)라고 하고 그 이하는 구릉지(丘陵地)  또는 저산성(低山性) 산지(山地)라고 표현한다. 산지가 연속된 것은 산맥(山脈)이라고 한다. 보통 '~산(山)'이라는 명칭이 붙지만 '~봉(峯)'이라는 지명 접미사가 쓰이는 경우도 있다.
경기도내의 용인과 수원 지역에 있는 석성산(보개산)과 법화산, 광교산은 높은 지역에 속한다. 용인 · 수원 지역의 지리적 특성 중의 하나는 경안천, 탄천, 신갈천, 청미천, 진위천, 안성천, 유천, 성복천, 갈천 등 대소 하천이 모두 용인 · 수원에서 발원하여 인접 시. 군으로 흘러 나가고 있다는 것인데, 이와 같은 현상은 용인 · 수원 지역이 분지를 형성하면서 인접 시. 군을 내려다보는 위치에 있다는 것이 된다.
건너편의 법화산은 법화경에서 이름을 따온 구성동의 중심 산으로 마북동, 청덕동과 모현면 오산리에 걸쳐있다. 법화산의 형태가 여러 신하가 임금에게 조례를 올리는 군신봉조형(群臣奉朝形) 같다는 전설처럼 예로부터 명당보국(明堂保局)의 길지로 알려진 곳이다. 더구나 경기도 용인시 기흥구 청덕동으로 불리는 탄천(炭川)의 발원지 부근은 ‘옛날부터 물푸레나무가 많고 항상 푸른 물이 많이 흘러 내린다’고 하여 청덕리 혹은 물푸레골이라 불리고 있다.
반면에 석성산에서 발원하는 오산천(烏山川)은 기흥읍 중앙을 가로질러 신갈저수지로 흘러든다. 영동고속도로의 마성터널이 뚫려 있으며, 산 북쪽 능선 끝에는 마성톨게이트가 있고 그 뒤쪽으로 에버랜드가 펼쳐져 있다. 마성터널을 사이에 두고 석성산쪽은 동백동, 법화산쪽은 청덕동으로 나눠있는 지역이다. 용인시 기흥구는 2006년 9월부터 사업비 1억 5000여만원을 들여 은성사에서 석성산 정상부까지 경사가 가파른 암반구간 4곳에 100m에 이르는 나무계단을 조성하고 코스에 따라 안전하게 등산을 할 수 있도록 이정표를 설치해 최근 주민들에게 개방했다고 밝혔다.
동쪽은 경사가 완만하고 서쪽, 기흥구 동백동에서는 산세가 가파르고 거대한 경사면의 큰 암벽을 이루며, 남쪽이나 북쪽에서 보면 뾰족한 삼각형으로 보인다. 산세가 육중하고 아름다우며 갖가지 기암괴석과 약수, 여러 전통사찰 등이 어우러져 있고 용인시의 중심에 위치하고 있어 시민들이 즐겨 찾는다. 또한 숲이 울창하고 물도 풍부하며 고속도로변에 있어 찾기 쉬우므로 가족 나들이나 도보, 하이킹을 하거나 산악인들이 매년 연초에 지내는 시산제(始山祭)를 지내기 적합하다.
용인시 포곡면 영동고속도로 에버랜드 길목. 서쪽 산 정상에 자리 잡은 할미산성은 진천. 안성 지역사람들이 서울을 갈 때 지름길이 됐던 옛길이었다. 용인지역에서 석성으로 유일한 할미성은 석성산 정상에서 한눈에 조망된다.
테뫼식 산성으로 북쪽은 높고 남쪽은 경사가 완만하면서 남북이 동서보다 긴 형태이다.
산성 둘레는 660m. 성안 북쪽 정상 아래는 용도를 알 수 없는 180여m 석축이 늘어져 있어 내성의 느낌을 준다. 성벽 높이는 약 4m로 자연석을 다듬어 쌓았다. 성벽 하단부는 원형으로 남아 있으며. 상부는 거의 붕괴돼 바깥쪽으로 흘려 내렸다.
남서쪽에는 치성형태의 성벽이 무너져 있다. 성안은 넓은 평지가 있어 건물이 있었을 것으로 보인다. 건물지에서 출토된 토기와 기와조각은 대부분 삼국시대 초기의 유물이다. 우물자리는 현재 보이질 않는다. 동쪽의 지대가 낮은 곳에는 '대대로 내려오는 가문의 땅', '문지(門地)'로 추정되는 곳이 남아있다.

## 역사
《삼국사기》에는 신라가 백제와 연합해 대대적인 고구려 공격에 나섰다. 한강 중상류 일대는 신라가 차지하고. 백제는 그들의 옛 도읍지가 있던 한강 하류유역을 수복했다. 하지만 신라는 곧이어 진흥왕14년(553) 한강하류 유역마저 백제에게서 탈취한 후 그곳에 신주라는 지방행정을 설치하면서 용인지역은 신라의 영역으로 들어갔다. 이때 할미산성도 축성된 것으로 추정되고 있다.
이곳 사람들은 신라시대에 쌓은 성터로 추정되는 할미성을 “마고할미”가 쌓았다고 해 “마고성(麻姑城)” 또는 음이 비슷한 “마귀(魔鬼)할미”가 쌓았다고 하여 “할미산성”이라고 부르기도 한다. 또한 산성을 넘는 이 고개를 '작고개'라 했다. 남쪽성벽 입구 나무기둥에는 누가 언제 달아놓았는지 “작고개” 라는 안내판도 빛바랜 채 걸려있다. 성(城)의 옛 우리말은 “잣” 또는 “재”라고 불렀기 때문에 '잣고개'에서 '작고개'로 와전된 것으로 보고 있다.
마성터널을 지나 남쪽 석성산으로 내려오면 석성산 봉수대가 나오고 조선 후기에 창건되어 일제강점기 전후에 폐사된 것으로 추정되는 금수암지(金水庵址)가 있다. 서쪽 사면의 통화사 주위에는 자연석성으로 이루어져 있는 산성이 보이는데 석성산성(石城山城), 성산성(城山城)이라 하며 보개산성이라고도 한다. 흔적이 조금 남아 있어 아쉬움이 남는다. 축성연대는 475년경이며 길이는 약 2km이다. 석성은 험악한 산세를 이용한 천혜의 요새로서 경사가 완만한 동쪽에만 반원형으로 남아 있다. 산 서쪽에는 관음사, 동쪽에는 통화사와 백령사가 있는 등 산의 규모에 비하여 사찰이 많은데, 관음사는 큰 사찰이었지만 2001년 원주쪽 고려사로 이전하여 빈 건물만 남았다.

## 전해지는 이야기
보개산(석성산)은 광교산과 더불어 경기도의 진산이고 주봉이다. 광교산에서 발원하는 물이 안양천과 유천(柳川), 탄천을 만들듯이 보개산에서 발원하는 물이 오산천과 경안천(팔당호), 탄천을 만든다. 오산천은 칡넝쿨처럼 흐른다해서 갈천(葛川)이라 했다. 탄천의 상류지역을 장천(莊川, 기흥)과 원우천(遠于川, 분당 구미)이라 기록했듯이《대동여지도》에는 경안천이 우천, 《신증동국여지승람》에는 소천으로 기록되어 있다.
경안천이라는 명칭은 과거의 광주군청 경안리, 지금의 광주시 경안동에서 유래했다. "경안"은 '서울에서 가깝다'라는 뜻을 지니고 있다. 경안천의 옛 이름은 우천(牛川) 또는 '소천'외에 금량천으로도 불렸다. 현재는 한자를 '京安川'이 아닌 '慶安川'으로라 쓰고 있다. 안양천 원래의 이름으로는 "오목내"이며 그 뜻은 주변에 많은 지천 들이 있으나 제일 깊이 오목하게 골이 파여진 하천이라고 해서 오목내라 불렀다.
황구지천은 남류천(南流川)으로 수원 광교산 계곡에서 발원, 수원시내를 관통해 광교천(光敎川) 유천(柳川)을 이루다가 수원시내 최남단 대황교(大皇橋) 부근에서 동북쪽의 원천천(援川川)을 만나 본류를 이룬 다음 화성시 황계동. 송산동을 거쳐 오산시 양산동과 화성시 안녕동 시.군 경계를 지난다. 황구지천은 계속 남류, 화성시 정남면 계양리. 용수리. 귀래리. 양감면을 지나면서 주변에 넓은 충적평야를 형성한 후 오산천. 진위천(搢威川)과 합류해 아산호에 유입된다.
산맥도 3개의 지맥으로 갈라진다. 인성산 형제봉에서 이어온 산이 수리산과 백운산으로 갈라지듯 함박산 부아산에서 이어온 산이 법화산과 향수산으로 갈라지는 것이다. 이것이 명산으로 알려지면서 두지역이 높은 지대로 평가받는 이유이다.

## 산행코스 정보
용인시 처인구 중심에 위치한 석성산(471.5m)은 기암괴석이 빚어낸 아름다운 산세와 고즈넉한 사찰이 어우러져 있어 많은 사람들이 즐겨찾는 명산이다 석성(石城)산은 한문 그대로 돌로 쌓은 산성이란 뜻이다 본래 보개산으로 불렸으나 1910년 이후부터는 석성산이라고 부르고 있다
민족 영산으로 알려져 있는 백두산에서 시작한 백두대간이 속리산에서 그 지맥을 나누어 북서진하는 맥의 중간에 위치한 곳이 용인이다. 한남금북정맥은 속리산에서 시작하여 칠현산(516m)에서 끝나며, 이 칠현산 북쪽 2km지점에 위치한 칠장산(492m)에서 시작하여 강화도 앞 문수산성에서 끝을 맺는 정맥이 용인을 관통하는 정맥이다.
석성산은 용인관내의 중심에 위치하며 그 기운이 남쪽으로 뻗쳐내려 그 기운을 갈무리한 터가 예전에 읍치가 있었던 터이고 또한 지금의 시청자리이다. 새로 옯길 신청사 역시 석성산 한 자락이 만든 양명한 터이다. 조선시대 읍치가 있던 곳이었고 지금 또한 시청사가 들어서 있으니 이곳만을 보아도 용인의 주산은 석상산임을 미루어 짐작 할 수 있다.
석성산의 동쪽에 통화사가 있고 북동쪽에 백령사가 있다. 7부능선 동남방향에 성문터가 남아있다. 산 정상에서의 조망은 서편으로 구성면 기흥읍 그리고 수원, 인천 앞바다에서 한 눈에 들어오고 북쪽으로 선장산, 에버랜드 뒤로 향수산(457.4m), 노고봉, 정관상, 말아가리산으로 이어지면 남쪽으로는 군사시설에 막혀 안테나가 세워있다.
석성산은 여러 코스의 자유등산로가 조성돼 있으나 문화복지행정타운 후면에서 산 정상으로 오르는 3.8 km 코스(왕복 3시간 20여분 소요) 등 3개 지정 등산코스가 쾌적하고 안전하게 닦여 있어 주말이면 산행나온 많은 시민들로 붐빈다.

## 같이 보기
- 한국의 산
- 부아산 (경기)
- 법화산 (경기)
- 향수산 (경기)
- 형제봉 (용인시)
- 광교산